# Piz Calderas
Der Piz Calderas ⓘ (rätoromanisch im Idiom Surmiran für Kessel, Becken, Gebirgskessel, Talkessel) ist ein Berg nordöstlich von Sur im Kanton Graubünden in der Schweiz mit einer Höhe von 3397 m ü. M. Er ist die höchste Erhebung des Oberhalbsteins.

## Lage und Umgebung
Der Piz Calderas gehört zur Calderas-Gruppe im Err-Gebiet, das seinerseits zu den Albula-Alpen gehört. Über den Gipfel verläuft die Gemeindegrenze zwischen Surses und Bever. Der Piz Calderas wird im Osten durch das Val Bever und im Westen durch das Oberhalbstein eingefasst.
Zu den direkten Nachbargipfeln des Piz Calderas gehören im Norden der Piz d’Err, im Nordosten der Piz Jenatsch, im Süden der Piz Picuogl und die Tschima da Flix sowie im Westen der Piz Cucarnegl.
Der Piz Calderas besitzt zwei Gletscher. Im Norden ist dies der Vadret d’Err und im Süden der Vadret Calderas.
Talorte sind Sur und Bever. Ausgangspunkte sind die Chamanna Jenatsch und Spinas im Osten, die Alp Flix bei Sur im Westen und der Julierpass im Süden.

## Routen zum Gipfel
Der Piz Calderas gilt als einer der schönsten Aussichtsberge Mittelbündens.
Er ist auch mit Ski leicht zu erreichen und bietet eine lohnende Abfahrt. Er wird üblicherweise von der Chamanna Jenatsch oder von der Alp Flix aus begangen.

### Von Südosten über den Vadret Calderas
Normal- und Winterroute.
- Schwierigkeit: L
- Zeitaufwand: 2,5 Stunden
- Ausgangspunkt: Chamanna Jenatsch (2652 m)

### Von Südwesten
Kann nur guten Alpinisten empfohlen werden.
- Schwierigkeit: ZS
- Zeitaufwand: 4,5 Stunden
- Ausgangspunkt: Tigias auf der Alp Flix (1975 m)

### Über den Südwest-Grat
Über den Piz Cucarnegl.
- Schwierigkeit: ZS-
- Zeitaufwand: 4,5 Stunden
- Ausgangspunkt: Cuorts auf der Alp Flix (1963 m)

### Durch das Nordwest-Couloir
Im oberen Teil 45° Neigung.
- Schwierigkeit: ZS
- Zeitaufwand: 4,5 Stunden
- Ausgangspunkt: Cuorts auf der Alp Flix (1963 m)

### Über den Nord-Grat

#### Von der Chamanna Jenatsch
- Schwierigkeit: ZS
- Zeitaufwand: 2,5 Stunden
- Ausgangspunkt: Chamanna Jenatsch (2652 m)

#### Von Alp Flix
- Schwierigkeit: ZS
- Zeitaufwand: 5 Stunden
- Ausgangspunkt: Cuorts auf der Alp Flix (1963 m)

### Über den Ost-Grat
- Schwierigkeit: ZS
- Zeitaufwand: 3,5 Stunden
- Ausgangspunkt: Chamanna Jenatsch (2652 m)

## Galerie

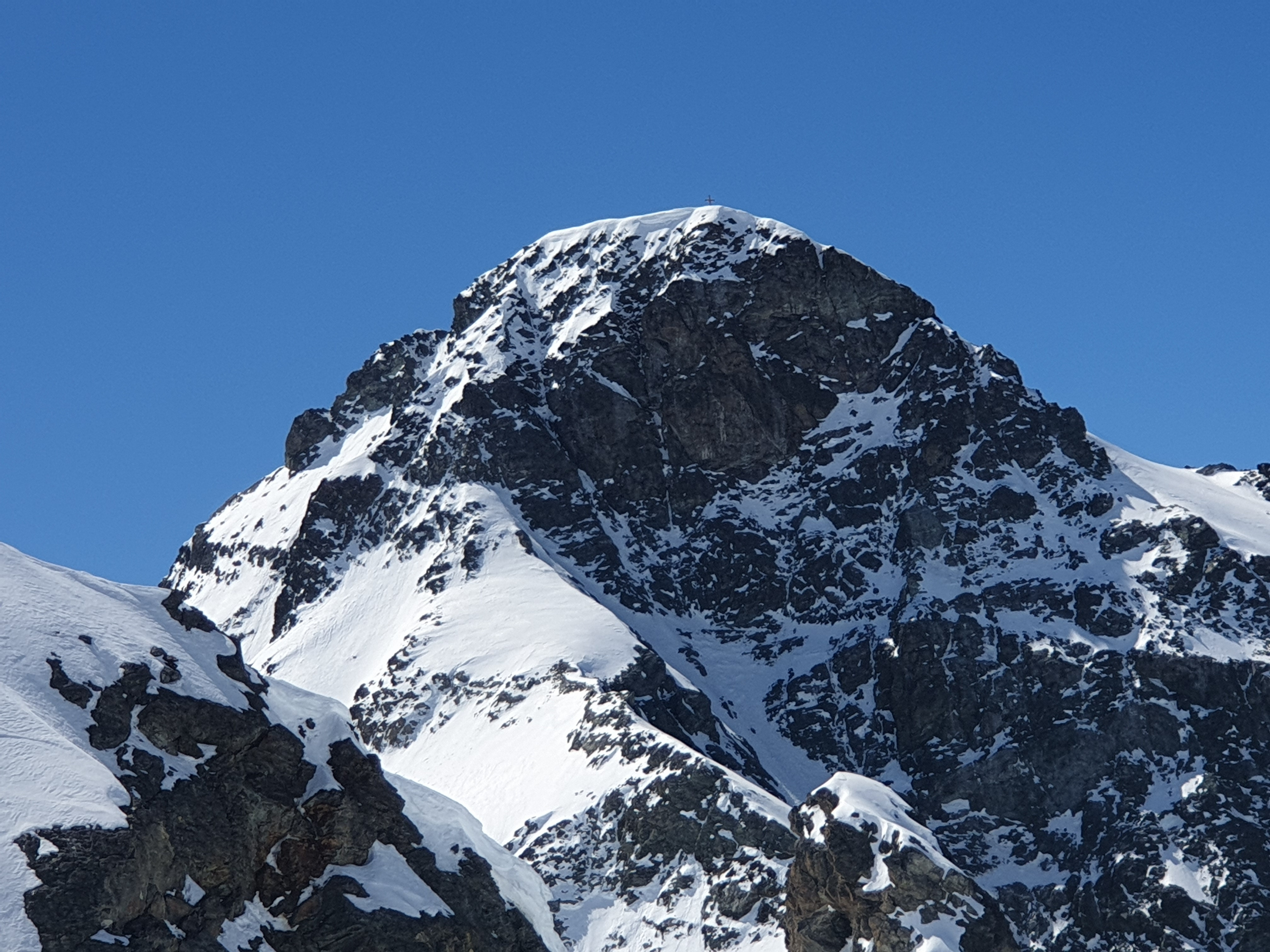
Gipfel des Piz Calderas von Nordwesten
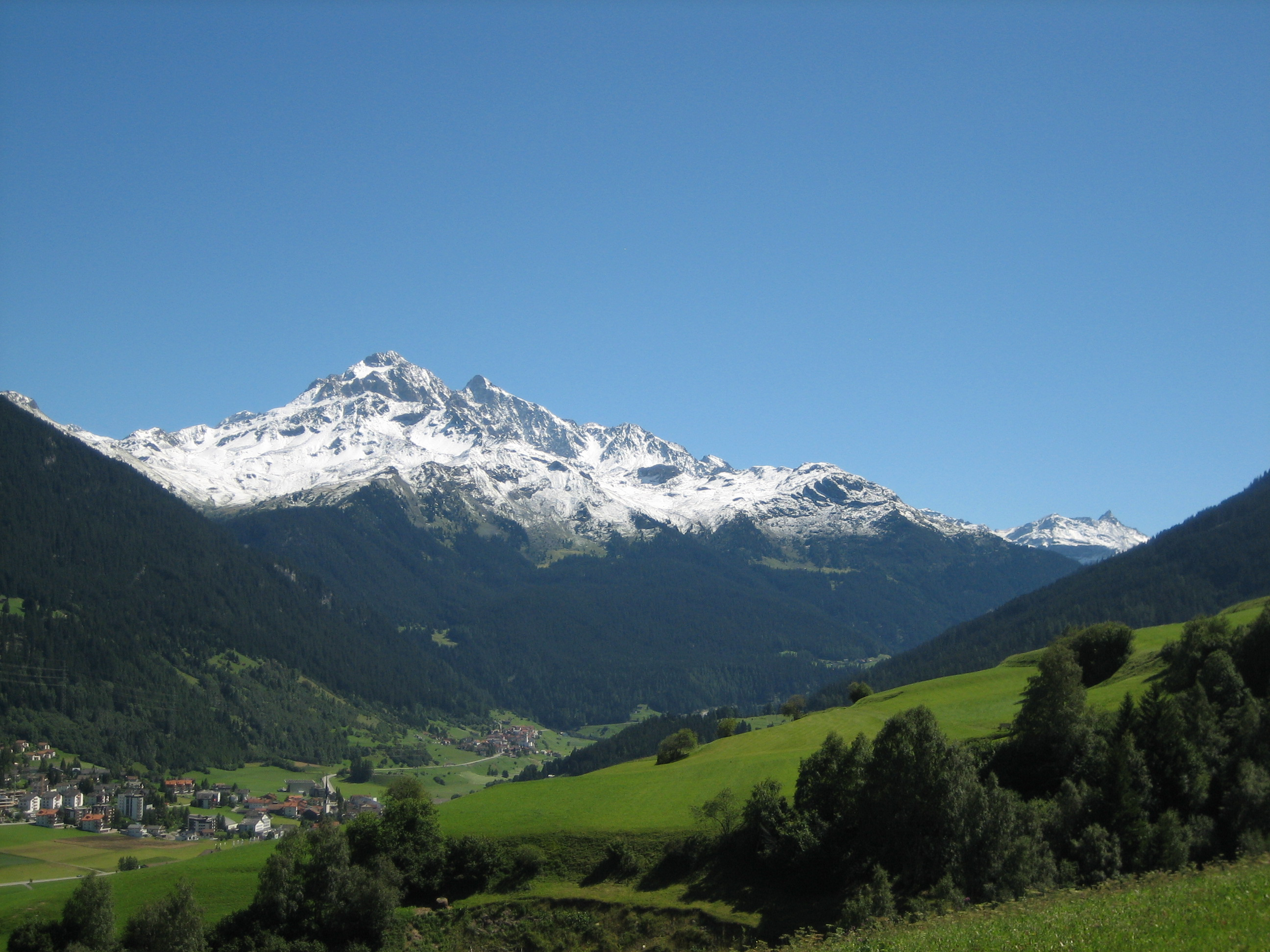
Piz Calderas (r) und Piz d’Err, aufgenommen in Riom-Parsonz
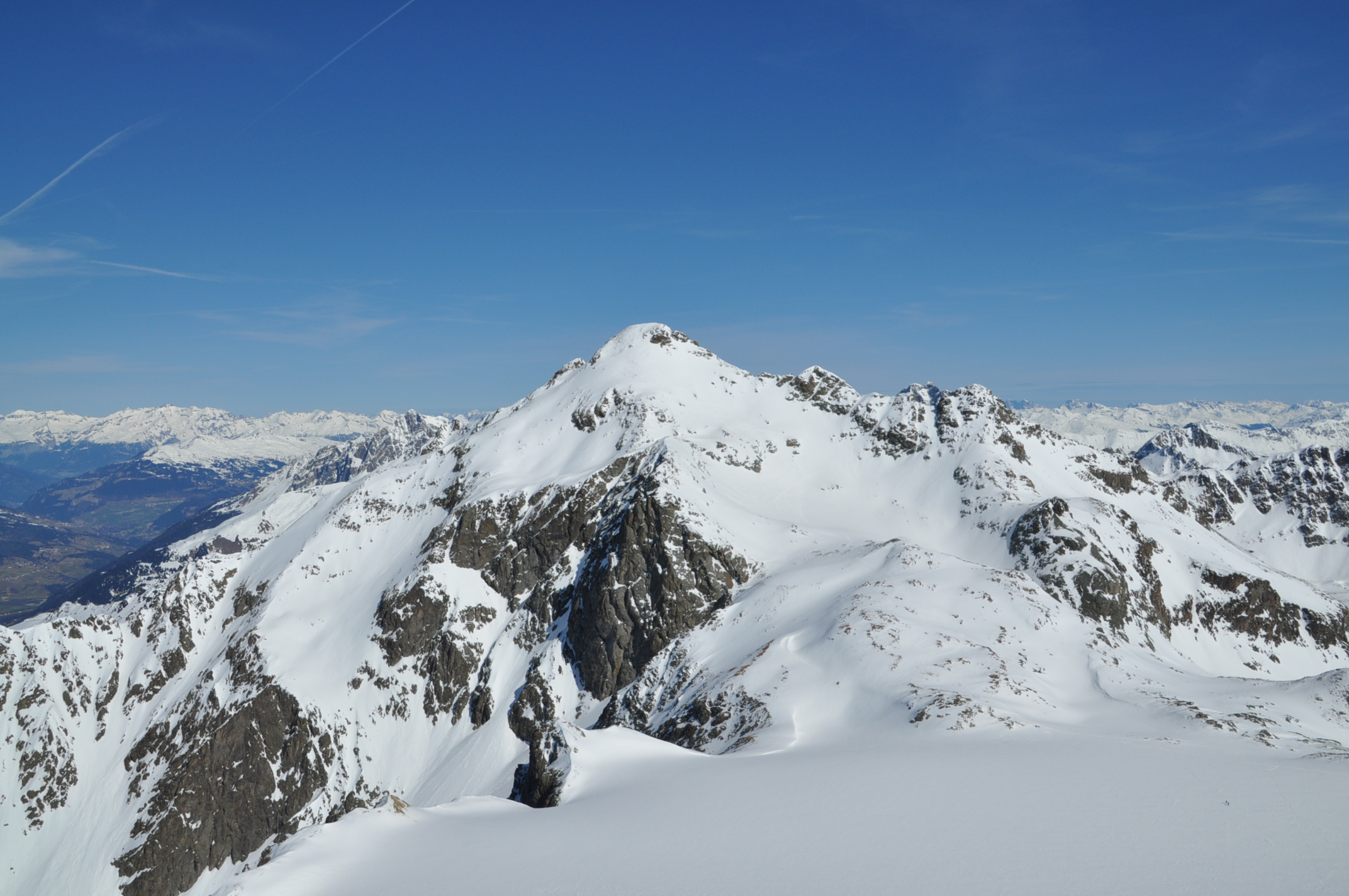
Piz Calderas, fotografiert von Tschima da Flix
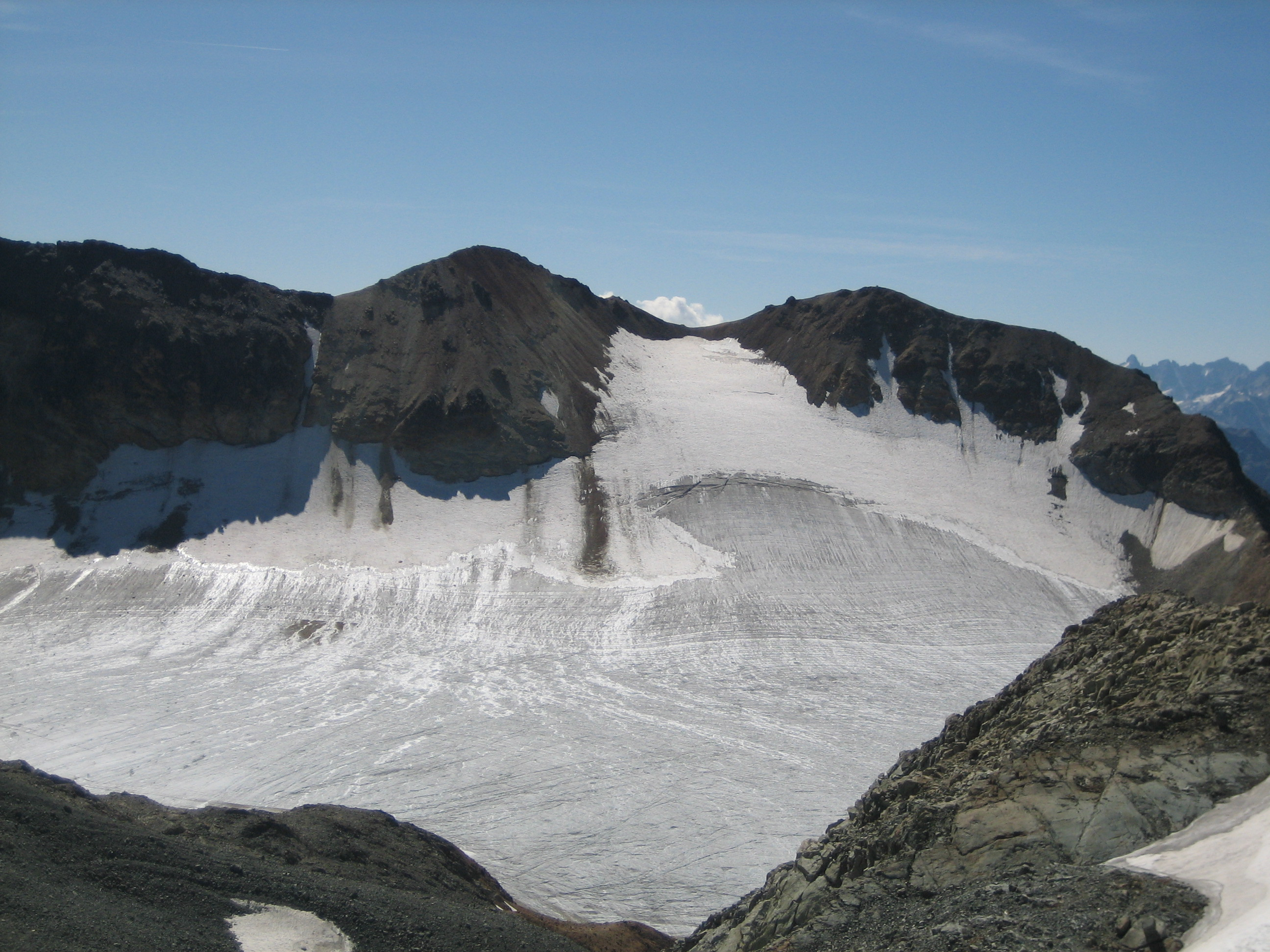
Vadret Calderas und Tschima da Flix beim Aufstieg zum Piz Calderas
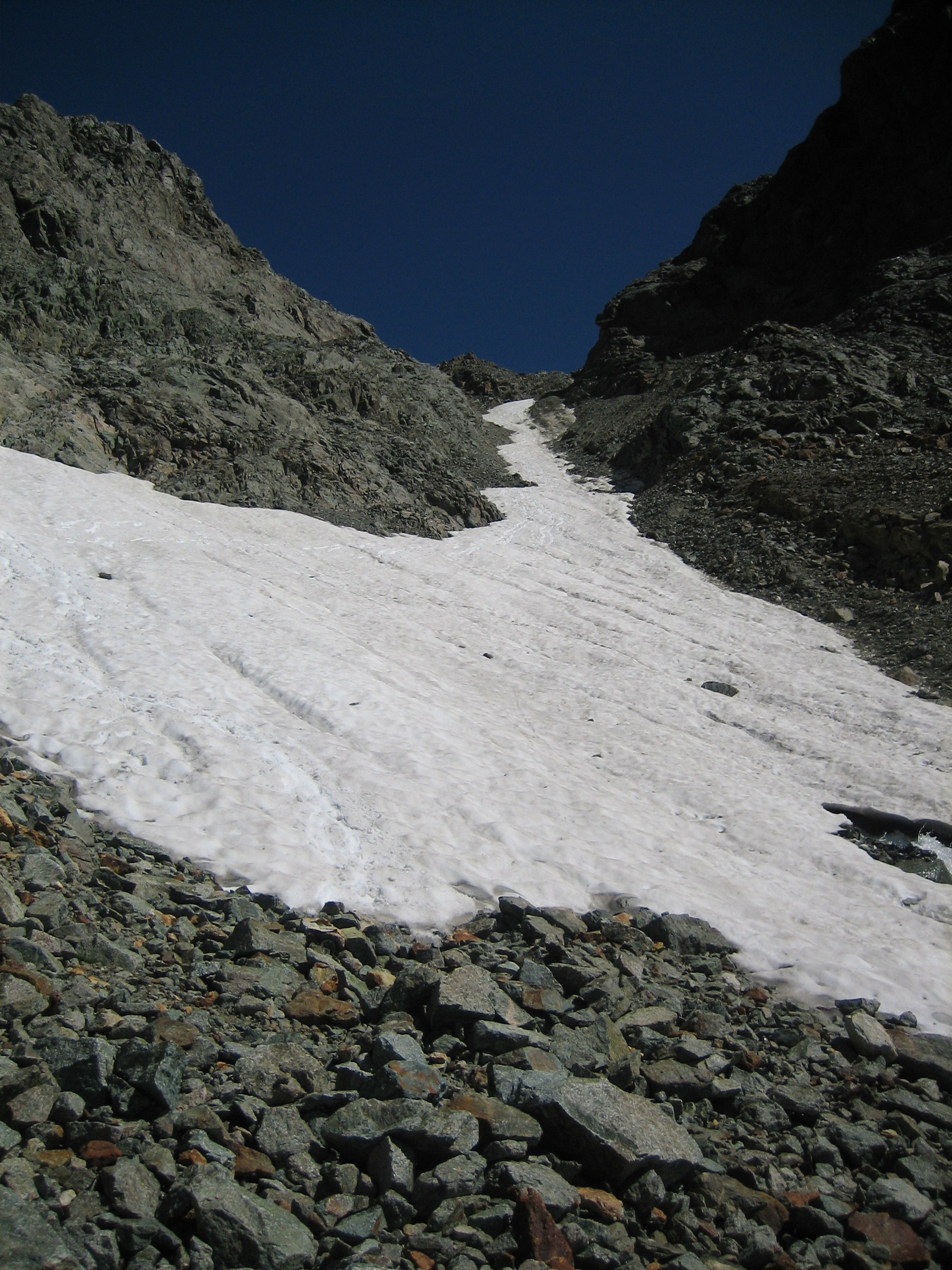
Sehr steiler Firncouloir unterhalb des Gletschersattels zwischen Piz Calderas und Tschima da Flix (siehe Route Von Südwesten)